# Nutella

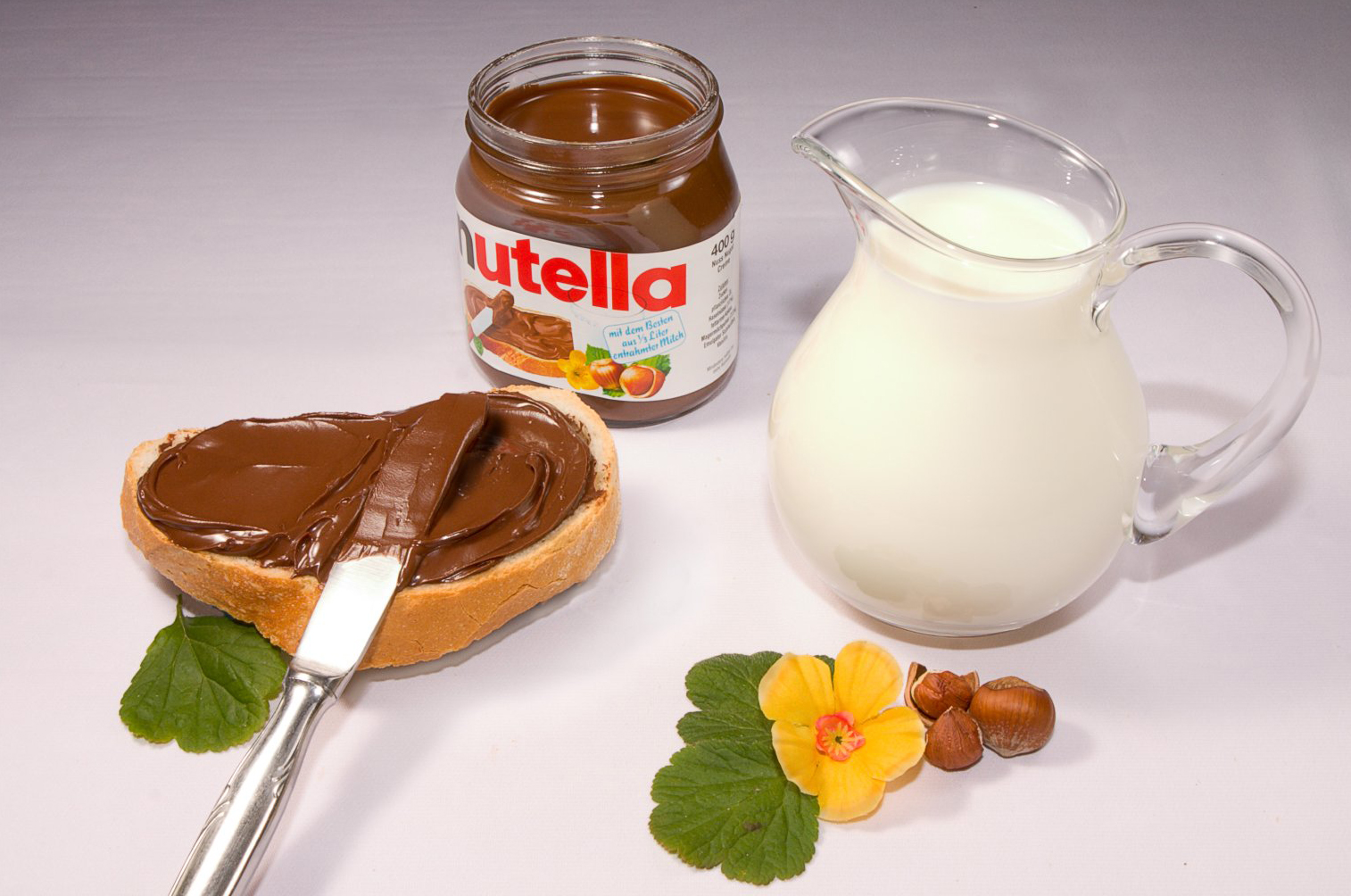
Borcan de Nutella

Nutella este o cremă de ciocolată făcută de către Ferrero în anul 1964/1965.

## Legături externe
- Nutella global website